# La Bigne
La Bigne è stato un comune francese di 194 abitanti situato nel dipartimento del Calvados nella regione della Normandia. Dal 1º gennaio 2017 è comune delegato del nuovo comune di Seulline.

## Società

### Evoluzione demografica
Abitanti censiti